# Plaza Inter
Plaza Inter, o algunas veces llamado Inter Plaza es un centro comercial localizado en la ciudad de Managua, Nicaragua.
El centro comercial Plaza Inter está localizado junto al hotel piramidal Hotel Crowne Plaza Managua (antes llamado Hotel Intercontinental Managua) y al Centro de Convenciones cerca del barrio Martha Quezada y fue construido con 100% capital taiwanés con una inversión de US$30 millones fue inaugurado en diciembre de 1998 por el presidente en curso Arnoldo Alemán. Plaza Inter cuenta con 8 salas de cine esparcido en 3 pisos, 65 establecimientos comerciales, un food court con capacidad para más de una docena de restaurantes, entre ellos un Subway, Mc Donalds, Pollo Campero y un Burger King.
Inicialmente el centro comercial había sido inaugurado con solamente cuatro salas de cine, pero el 11 de julio de 2002 se inauguraron 4 salas más, haciendo un total de 8 salas. Aunque son un poco más pequeñas que las salas de cine ubicadas en el tercer piso de Plaza Inter, ofrecen toda la comodidad que un espectador puede exigir. Para ello se crearon asientos ‘love seat’ (sillas para enamorados) las que se pueden reclinar para mayor confort y gozan de mayor espacio, de forma que las parejas puedan ‘acurrucarse’ mientras ven la película. Cada sala cuenta con 76 butacas en total, las que están colocadas tanto en gradas —para las personas que no tienen impedimentos físicos— como en nivel plano, para quienes se les hace dificultoso subir las gradas. El centro comercial cuenta también con una plaza de entretenimiento, llamada "Plaza Maya" en la cual se celebran karaokes, conciertos etc.

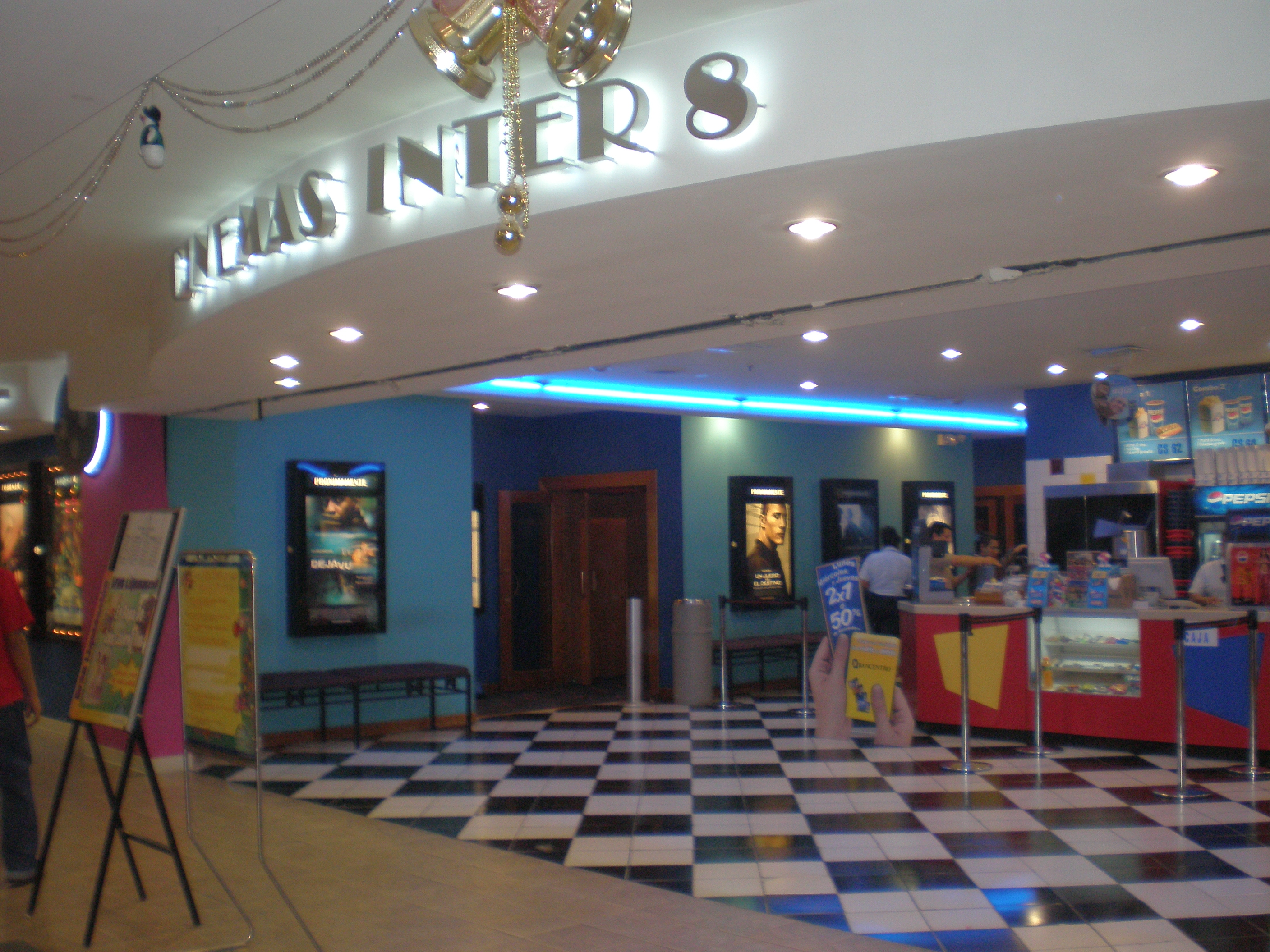
Cinemas Inter 8 en el cuarto piso.

## Anclas
- Cinemas Inter 8
- Almacenes Carrión